# Bosco Wong

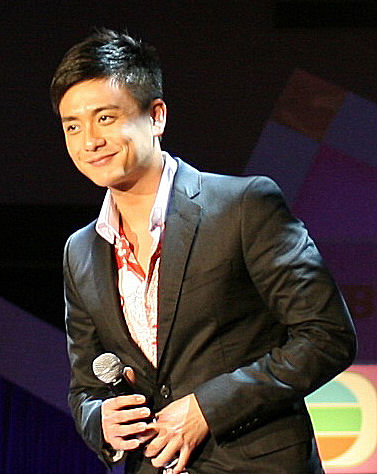
Bosco Wong 2007

Bosco Wong Chung Chak (chinesisch 黃宗澤, Pinyin Huáng Zōngzé; * 13. Dezember 1980 in Hongkong) ist ein chinesischer Schauspieler.
Chak bekam 2003 seine erste Fernsehrolle in der TVB-Dramaserie Aqua Heroes, in der er eine kleinere Rolle übernahm. Im selben Jahr erhielt er eine größere Rolle in der Fernsehserie Find The Light und im Film Wong Fei Hung – Master of Kung Fu im Jahr 2004.
Mit der Rolle des Ning Mao-chun in der 2005 ausgestrahlten Fernsehserie War of In-Laws (我的野蠻奶奶) wurde er als Action- und komödiantischer Darsteller bekannt. In der Serie spielte er neben den in Hongkong sehr populären Action-Darstellern Myolie Wu und Liza Wang. Für diese Rolle erhielt er 2005 den My Most Favorite Improved Actor Award und 2006 den TVB Popularity Award. Bosco Wong spielte 2007 in Heart of Greed und The Seventh Day.

## Serien
- 2003: Aqua Heroes (戀愛自由式)
- 2003: Find the Light (英雄、刀、少年)
- 2003: Triumph in the Skies (衝上雲霄)
- 2004: To Love with No Regrets (足秤老婆八兩夫)
- 2004: The Last Breakthrough (天涯俠醫)
- 2005: Wong Fei Hung – Master of Kung Fu (我師傅係黃飛鴻)
- 2005: Wars of In-Laws (我的野蠻奶奶)
- 2005: Life Made Simple (阿旺新傳)
- 2006: Lethal Weapons of Love and Passion (覆雨翻雲)
- 2006: Under the Canopy of Love (天幕下的戀人)
- 2006: Dicey Business (賭場風雲)
- 2006: Au Revoir Shanghai (上海傳奇)
- 2006: The Price of Greed (千謊百計)
- 2007: Devil’s Disciples (強劍)
- 2007: Heart of Greed (溏心風暴)
- 2008: Wars of In-Laws II (野蠻奶奶大戰戈師奶)
- 2008: The Seventh Day (最美麗的第七天)
- 2008: Moonlight Resonance (溏心風暴之家好月圓)
- 2008: The Gem of Life (珠光寶氣)
- 2012: Witness Insecurity

## Gastauftritte
- 2002: The Awakening Story (婚前昏後)
- 2002: Slim Chances (我要Fit一Fit)
- 2002: Burning Flame II (烈火雄心II)

## Songs
- 家規: Wars of In-Laws (我的野蠻奶奶) mit Myolie Wu (胡杏兒) und Elizabeth „Liza“ Wang (汪明荃)
- 無人愛: Au Revoir Shanghai (上海傳奇)
- 第幾天: Dicey Business (賭場風雲)
- 角色: The Price of Greed (千謊百計)
- 強劍: Devil’s Disciples (強劍) mit Kevin Cheng (鄭嘉穎)
- 感激遇到你: Wars of In-Laws II (野蠻奶奶大戰戈師奶) mit Myolie Wu (胡杏兒)
- 遇強愈勇: Olympiade 2004 mit Raymond Lam (林峯) Ron Ng (吳卓羲) Kenneth Ma (馬國明) Chris Lai (黎諾懿) Sammul Chan (陳鍵鋒)
- 神話: Olympus Guardian (希臘封神榜)
- 軍曹again: Sgt. Frog (Keroro軍曹)
- Put your hands up: Fußball-Weltmeisterschaft 2006 mit Raymond Lam (林峯) Ron Ng (吳卓羲) Kevin Cheng (鄭嘉穎)
- 有口難言: My Girl (我的女孩)
- 微微笑: Sgt. Frog (Keroro軍曹) mit Kevin Cheng (鄭嘉穎)